# Cornegliano Laudense
Cornegliano Laudense – miejscowość i gmina we Włoszech, w regionie Lombardia, w prowincji Lodi.
Według danych na rok 2004 gminę zamieszkiwały 2482 osoby, 496,4 os./km².
Urodził tu się delegat apostolski w Albanii abp Giovanni Battista della Pietra SI.